# Ганс Вайк
Ганс Вайк (нім. Hans Weik; 6 липня 1922, Гайльбронн — 5 червня 2001, Гайденгайм-ан-дер-Бренц) — німецький льотчик-ас винищувальної авіації, гауптман люфтваффе. Кавалер Лицарського хреста Залізного хреста.

## Біографія
Після закінчення авіаційного училища 21 лютого 1943 року направлений на службу в 3-ю винищувальну ескадру. Учасник Німецько-радянської війни. Свою першу перемогу здобув 9 березня 1943 року, збивши Як-1. Загалом на Східному фронті збив 11 літаків. В травні 1943 року переведений інструктором в 4-у ескадрилью навчальної винищувальної групи «Схід» і 6 вересня 1943 року збив перший В-17. В листопаді 1943 року направлений в 9-у ескадрилью 3-ї винищувальної ескадри «Удет», а 10 лютого 1944 року призначений командиром 10-ї ескадрильї. В лютому-липні 1944 року здійснив 85 бойових вильотів, здобувши 23 перемоги. 18 липня 1944 року в бою в районі Інсбрука був збитий і катапультувався, отримав поранення в плече та руку. В квітні 1945 року направлений в 3-ю групу 2-ї винищувальної ескадри для перепідготовки на Ме.262.
Всього за час бойових дій здійснив близько 100 бойових вильотів, збивши 36 літаків, в тому числу 22 бомбардувальники В-17 і В-24.

## Нагороди
- Нагрудний знак підводника
- Залізний хрест 2-го і 1-го класу
- Авіаційна планка винищувача в сріблі
- Німецький хрест в золоті (1 травня 1944)
- Почесний Кубок Люфтваффе (15 травня 1944)
- Лицарський хрест Залізного хреста (27 липня 1944) — за 36 перемог.